# Xiphocentronidae
Xiphocentronidae (лат.) — семейство ручейников подотряда Annulipalpia, включающее около 140 видов.

## Распространение
Азия, Америка, Центральная Африка.

## Описание
Личинки живут в построенных ими домиках (трубки) из шёлковых нитей и песчинок на дне водоёмов с быстрым и чистым водотоком. 

## Систематика
2 подсемейства и 7 родов. Ранее трактовались в составе семейства Psychomyiidae. 
Впервые статус семейства предложен в 1949 году (Ross 1949) для мелких чёрных ручейников из Мексики.
- Подсемейство Proxiphocentroninae F Schmid, 1982
  - Proxiphocentron F Schmid, 1982 (3 вида, Индия, ю.-в.Азия)
- Подсемейство Xiphocentroninae HH Ross, 1949
  - Abaria ME Mosely, 1948 (20 видов, Афротропика, ю.-в.Азия)
  - Cnodocentron F Schmid, 1982 (12 видов, от США до севера Южной Америки, Индия, ю.-в.Азия)
    - подрод Caenocentron F Schmid, 1982
    - подрод Cnodocentron F Schmid, 1982

  - Drepanocentron F Schmid, 1982 (30 видов, Индия, Малайзия, Филиппины)
  - Machairocentron F Schmid, 1982 (5 видов, Центральная и Южная Америка)
  - Melanotrichia G Ulmer, 1906 (30 видов, Палеарктика, ю.-в.Азия)
  - Xiphocentron F Brauer, 1870 (45 видов, Неотропика до Мексики и США)
    - подрод Antillotrichia N Banks, 1941
    - подрод Glyphocentron F Schmid, 1982
    - подрод Rhamphocentron F Schmid, 1982
    - подрод Sphagocentron F Schmid, 1982
    - подрод Xiphocentron F Brauer, 1870